# حسین‌آباد (دشتستان)
حسین‌آباد، روستایی است از توابع بخش بوشکان در شهرستان دشتستان استان بوشهر ایران.

## جمعیت
این روستا در دهستان بوشکان قرار داشته و براساس سرشماری سال ۱۳۸۵ جمعیت آن ۶۸نفر (۱۴خانوار) می‌باشد.

## مردم
اهالی این روستا از ایل قشقایی ، طایفه فارسیمدان هستند و به زبان ترکی قشقایی سخن می گویند.